# Michael Valenzuela
Michel Marcio Valenzuela (n. Villa Elisa, Paraguay, 19 de febrero de 1980) es un futbolista paraguayo, que se desempeña como mediocampista. Actualmente milita en Deportivo Capiatá de la Primera División de Paraguay.

## Clubes
| Club                  | País     | Año           |
| --------------------- | -------- | ------------- |
| Sol de América        | Paraguay | 2000 - 2002   |
| Tacuary               | Paraguay | 2002-2003     |
| Olimpia               | Paraguay | 2004          |
| Tacuary               | Paraguay | 2005 - 2006   |
| Palestino             | Chile    | 2007          |
| Shenzhen Shangqingyin | China    | 2008-2012     |
| Sportivo Carapeguá    | Paraguay | 2012          |
| Deportivo Capiatá     | Paraguay | 2013-presente |